# 福建省汽车工业集团
福建省汽车工业集团有限公司（英語：Fujian Motor Industry Group Co.），简称福汽集团或FJMG，是福建省的国有独资公司，成立于1992年，是福建省属大型国有企业和福建省内最大的汽车集团公司。地址位于福州高新区海西园高新大道。
集团旗下企业福建戴姆勒出售不低于40%的股份给北汽，而集团本身及东南汽车则保持当前局面，不进行新的合资。
2012年福建省汽车工业集团营业收入102.6亿元，东南汽车占72.61亿元，2013年5月16日，福建省人民政府与东风汽车公司签订战略合作框架协议，东风汽车公司将以增资方式受让国资委福建省持有的福建省汽车工业集团有限公司45%的股权，与此同时，东风汽车公司与福汽集团还将以组建投资公司的形式控股东南（福建）汽车工业有限公司。

## 下属企业
- 东南（福建）汽车工业有限公司 50%
- 福建戴姆勒汽车工业有限公司 50%
- 厦门金龙汽车集团股份有限公司 13.52%
- 福建新龙马汽车股份有限公司